# CityGML

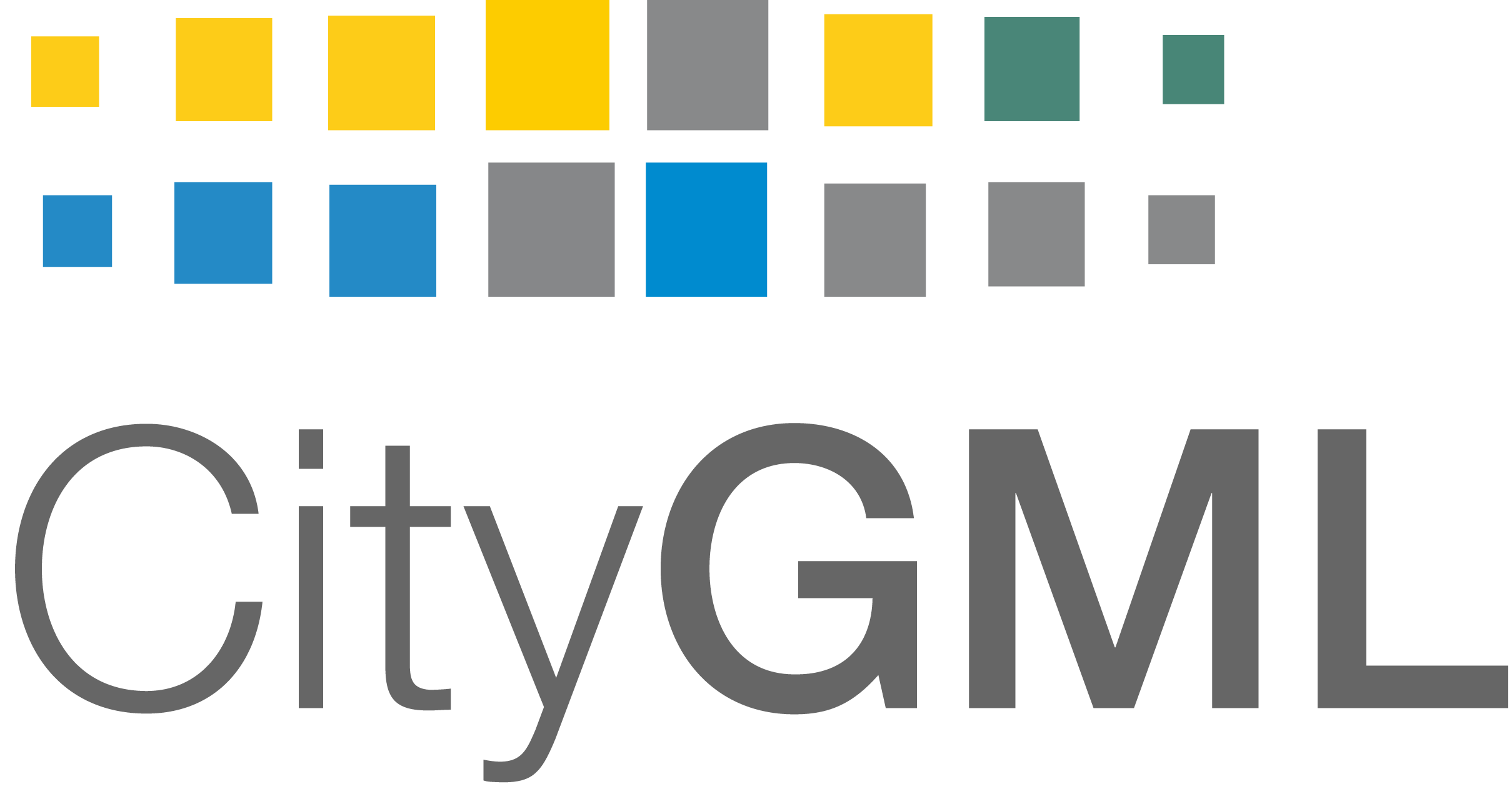
Siglă

CityGML este un model de date standardizat și un format de schimb de date deschis, pentru a stoca modele digitale digitale de orașe și peisaje . Acesta definește modalități de a descrie majoritatea caracteristicilor 3D obișnuite și a obiectelor găsite în orașe (clădiri, drumuri, râuri, poduri, vegetație și mobilier de oraș) și relațiile dintre ele. De asemenea, definește diferite niveluri standard de detaliu (LoD) pentru obiectele 3D, care permite reprezentarea obiectelor pentru diferite aplicații și scopuri, cum ar fi simulări, exploatarea datelor urbane, gestionarea facilităților și anchete tematice.
CityGML este implementat ca o schemă de aplicație GML pentru Geography Markup Language 3 (GML3), standardul internațional extensibil pentru schimbul de date spațiale emis de Open Geospatial Consortium (OGC) și ISO TC211.

## Implementări
În cea mai obișnuită implementare a sa, care este cea utilizată în general pentru diseminarea și schimbul de date, seturile de date CityGML constau dintr-un set de fișiere XML și, eventual, unele fișiere imagine însoțitoare care sunt utilizate ca texturi. Fiecare fișier text poate reprezenta o parte a setului de date, cum ar fi o anumită regiune, un anumit tip de obiect (cum ar fi un set de drumuri) sau un LoD predefinit. Structura unui fișier CityGML este o ierarhie care ajunge în cele din urmă la obiecte individuale și atributele lor. Aceste obiecte au o geometrie descrisă folosind GML.
O altă implementare importantă a CityGML este cea a 3D City DB, care stochează CityGML într-o bază de date. 

## Versiunea istorică
Membrii OGC au adoptat versiunea 1.0.0 a CityGML ca standard oficial OGC în august 2008. La sfârșitul anului 2011, membrii OGC au aprobat versiunea CityGML 2.0.0. Specificația de codificare CityGML 3.0 GML ar trebui să fie publicată la începutul anului 2019, timp ce schița modelului conceptual CityGML 3.0 este deja disponibilă public pe siteul oficial Github.